# Provisional Irish Republican Army
Die sogenannte Provisional Irish Republican Army (deutsch Provisorische Irisch-Republikanische Armee), in ihrer Eigenbezeichnung einfach nur Irish Republican Army, kurz IRA, oder auch Óglaigh na hÉireann (irisch für Freiwillige Irlands) war eine 1969 gegründete Organisation in der Republik Irland und dem Vereinigten Königreich von Großbritannien und Nordirland. In der Republik Irland war sie als irisch-republikanische paramilitärische Organisation eingestuft, während sie im Vereinigten Königreich als Terrororganisation eingestuft war.
Die IRA verstand sich als die direkte und einzig legitime Fortsetzung der Irish Republican Army (die Armee der Irischen Republik von 1916/1919–1922), die am Osteraufstand 1916 und im Irischen Unabhängigkeitskrieg von 1919–1921 für die Unabhängigkeit Irlands kämpfte.
Die Provisional IRA wurde zu Beginn des Nordirlandkonflikts zum Jahreswechsel 1969/70 gegründet, nach einer politisch-ideologischen Spaltung der älteren Irish Republican Army, die 1922 nach dem Unabhängigkeitskrieg entstanden war und unter anderem im Irischen Bürgerkrieg (1922–1923) gekämpft hatte.
Für ihr Hauptziel eines unabhängigen, vereinigten Irlands nutzte sie vor allem terroristische Methoden wie Attentate, Bombenanschläge, Geiselnahmen und Raubüberfälle, um das politische System und die innere Verfasstheit von Nordirland als integralem Bestandteil des britischen Staatsgebiets zu zerstören. Weitere Ziele waren der Schutz der katholisch-nationalistischen Minderheit vor der protestantisch-unionistischen Bevölkerungsmehrheit und vor den britischen Sicherheitskräften in Nordirland. Im Verlauf des Nordirlandkonflikts tötete sie dabei ungefähr 1700 Menschen in Nordirland, Großbritannien, der Republik Irland und auf dem westeuropäischen Festland. Auf ihrer Seite wurden etwa 300 Mitglieder getötet. Politisch unterstützt wurde sie von der ihr nahestehenden Partei Sinn Féin und Unterstützergruppen im In- und Ausland wie beispielsweise NORAID.
1997 verkündete die IRA nach fast dreißigjährigem Kampf einen endgültigen Waffenstillstand, ohne ihr Hauptziel der irischen Wiedervereinigung erreicht zu haben, woraufhin am 10. April 1998 das Karfreitagsabkommen von den Konfliktparteien vereinbart wurde. Am 28. Juli 2005, sieben Jahre später, erklärte die Führung der IRA das Ende des bewaffneten Kampfes: „Alle IRA-Einheiten wurden angewiesen, ihre Waffen abzugeben. Alle IRA-Aktivisten wurden instruiert, die Entwicklung von rein politischen und demokratischen Initiativen durch ausschließlich friedliche Mittel zu unterstützen. IRA-Aktivisten dürfen sich an keinen andersgearteten Aktionen beteiligen.“ Danach folgte ihre komplette Entwaffnung bzw. die Zerstörung ihres gesamten Arsenals und 2007 die Anerkennung der umbenannten nordirischen Polizei PSNI.
IRA-Mitglieder und andere irische Republikaner, die mit dieser Entwicklung nicht einverstanden waren, gründeten mit der sogenannten Continuity Irish Republican Army und Real Irish Republican Army (seit 2012  New Irish Republican Army) neue militante Gruppen, die bis heute am bewaffneten Kampf und somit an terroristischen Methoden für ein vereinigtes Irland festhalten.

## Gründung 1969

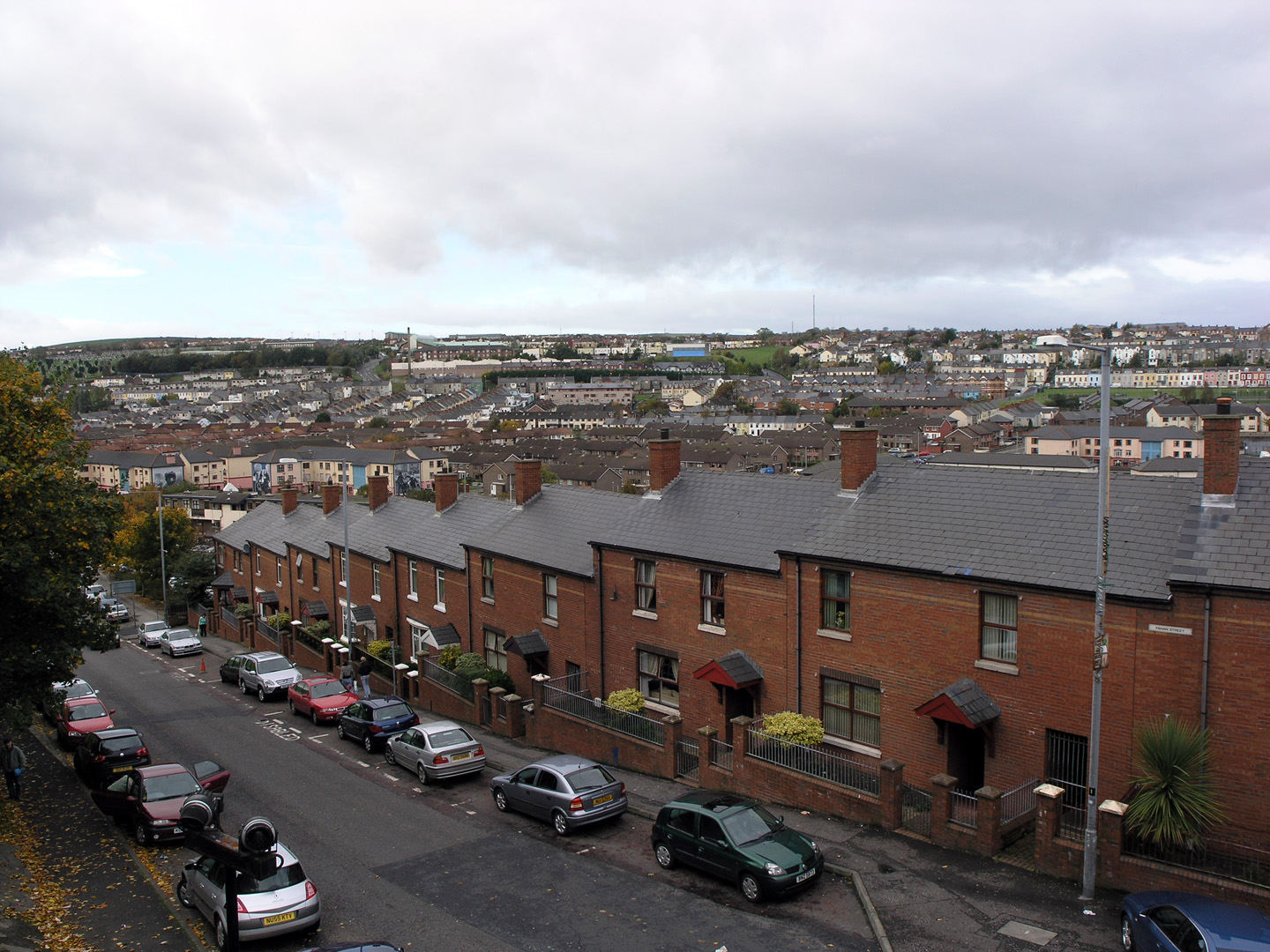
1969 Ziel unionistischer Attacken: Katholisches Bogside-Viertel in Derry (2005)

Die ursprüngliche IRA versuchte sich nach der erfolglosen Border Campaign der 1950er Jahre neu zu orientieren. Starken Einfluss gewannen nun linksorientierte Kräfte, die der Organisation eine deutlich marxistische Prägung geben wollten. Statt im bewaffneten Kampf sahen sie die Zukunft in der politischen Auseinandersetzung und der Versöhnung von katholischer und protestantischer Arbeiterschaft. Die auf dramatische Weise eskalierenden Unruhen der 1960er Jahre in Nordirland überraschten die IRA; als bewaffnete Bewegung war sie zu dieser Zeit kaum noch existent. Sie stand nun an einem Scheideweg: Sollte man sich der Bürgerrechtsbewegung anschließen und auf politischem Weg für die Gleichberechtigung der Katholiken in Nordirland eintreten oder den bewaffneten Kampf gegen die Vorherrschaft von Briten und irischen Unionisten aufnehmen? Viele drängten auf gewaltsame Aktionen im Stil eines Guerillakrieges; insbesondere Mitgliedern mit traditionell katholisch-nationalistischem Hintergrund war die marxistische Ideologie der Befürworter einer politischen Lösung zutiefst suspekt. Zum Bruch führte schließlich die Frage, ob sich Sinn Féin als politische Organisation der Parteiensysteme in Nordirland und in der irischen Republik enthalten solle (abstentionism), Die Parteiensysteme wurden von linientreuen Republikanern beide gleichermaßen als illegitim angesehen.
Der eigentliche Anlass war jedoch die passive Haltung der Dubliner IRA-Führung während der nordirischen Unruhen im Sommer 1969. Damals waren katholisch-republikanische Wohnviertel insbesondere in Belfast und Derry von protestantisch-unionistischen Milizen angegriffen worden. Viele Republikaner in Nordirland waren der Meinung, dass die marxistische IRA die katholische Gemeinschaft dabei im Stich gelassen hätte, da sie die Angriffe auf katholische Straßen und das Abbrennen deren Häuser durch Loyalisten nicht verhinderte. Die Traditionalisten und Militaristen beschuldigten die IRA-Führung in Dublin, sie hätte aufgrund ihrer rein politischen Strategie versäumt, Waffen, Planungen oder Personal herbeizuschaffen, um die katholischen Straßen zu verteidigen. Hinzu kam, dass die britische Regierung nun zum Schutz der Katholiken erstmals seit Jahrzehnten Soldaten nach Nordirland entsandt hatte, was die nationalistischen Traditionalisten in der IRA als unerträgliche Provokation verstanden, die eine gewaltsame Reaktion erfordere. Die Marxisten innerhalb des linken Flügels der IRA argumentierten hingegen, dass die Spannungen zwischen Protestanten und Katholiken bewusst provoziert worden seien, um Arbeiter beider Konfessionen gegeneinander auszuspielen. Gewalt sei zur Lösung des Nordirlandkonfliktes deshalb nur kontraproduktiv.
Im Dezember 1969 spaltete sich daher die IRA. Der eher nationalistisch gesinnte und gewaltbereitere Flügel gründete die Provisional IRA (kurz: Provos), so benannt in Anspielung auf die Erklärung der provisorischen Regierung des Osteraufstandes 1916. Gründer waren unter anderem Seán Mac Stíofáin, Ruairí Ó Brádaigh, Dáithí Ó Conaill, Joe Cahill, Billy McKee, Seamus Twomey. Ziel und Aufgabe dieser Gruppierung war von Anfang an der bewaffnete Guerillakampf. Der eher politisch orientierte linke Flügel etablierte die Official IRA, von der sich 1974 eine weitere aktionistisch orientierte Gruppe, die Irish National Liberation Army (INLA) abspaltete. Obwohl es auf der politischen Ebene ebenfalls zu einer Spaltung in Provisional Sinn Féin und Official Sinn Féin (später Sinn Féin Workers Party bzw. nur Workers Party) kam, spielte die Politik in den Aufbaujahren der Provos keine Rolle.
Von Anfang an gab es Fehden zwischen den Provos und der Official IRA, da beide Fraktionen um die Kontrolle der katholisch-nationalistischen Gebiete vor allem in Belfast wetteiferten. Allerdings gewannen die Provos aufgrund ihrer Profilierung als die zuverlässigeren Verteidiger der katholischen Gemeinde schnell die Oberhand.
Die Provisorische IRA wurde von Beginn an durch die Sowjetunion mit Waffen und militärischer Ausbildung unterstützt und in den internationalen „Kampf gegen den Imperialismus“ eingebunden. Die militärische Ausbildung fand in Kuba und bei der PLO statt. Wie viel Waffenmaterial aus dem Ostblock geliefert wurde, ist nicht bekannt. Allein in den siebziger Jahren wurden rund 1 Million Schuss Munition und 7000 Waffen aus Ländern des Ostblocks allein in Nordirland beschlagnahmt.

## Organisation

Wandmalerei zum Gedenken an die sogenannten acht Loughgall-Märtyrer

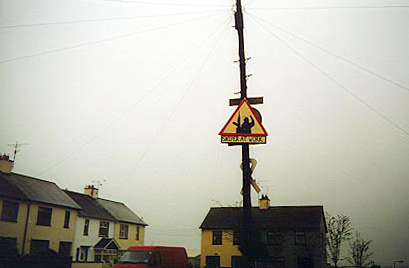
South Armagh: Sniper-at-work-Schild, Crossmaglen 1999

Die IRA ist hierarchisch organisiert. An der Spitze der Organisation steht der IRA-Armeerat (Army Council), dessen Vorsitzender der IRA-Stabschef (Chief of Staff) ist.

### Führung
Alle Einheiten der IRA sind berechtigt, Delegierte zur IRA General Army Convention (GAC) zu entsenden. Dieses Gremium ist die oberste Autorität der Organisation. Vor 1969 trafen sich die GACs regelmäßig. Wegen der Schwierigkeiten einer illegalen Organisation, ein Treffen so vieler Mitglieder geheim zu halten, gab es seit 1969 insgesamt nur drei Treffen (1970, 1986 und 1997).
Die GAC wählt die aus zwölf Personen bestehende sogenannte IRA Executive – nominell die Regierung der Irischen Republik von 1916. Die Exekutive wiederum wählt die sieben Mitglieder, die den IRA Armeerat bilden. Dieser ist die eigentliche Machtzentrale der Organisation, die das politische Vorgehen und die strategischen Grundsatzentscheidungen vorgibt sowie den obersten Kommandanten, den Stabschef, aus ihren Reihen oder auch von außerhalb des Armeerates ernennt.
Der Stabschef bestimmt dann seinen Stellvertreter, den IRA Adjutant General und besetzt ein Hauptquartier (IRA General Headquarters; auch GHQ), das aus einer Reihe von einzelnen Departments besteht. Diese Departments sind:
- IRA Quartermaster General (Quartiermeister)
- IRA England Department (Aktionen in England)
- IRA Overseas Department (Aktionen in Westeuropa)
- IRA Department of Finance (Finanzen)
- IRA Department of Engineering (technische Entwicklung)
- IRA Department of Training (Ausbildung)
- IRA Department of Intelligence (Aufklärung)
- IRA Department of Publicity (Öffentlichkeitsarbeit)
- IRA Department of Operations (Einsatzleiter)
- IRA Department of Security (interner Sicherheitsdienst)

### Regionale Kommandostrukturen
Auf regionaler Ebene ist die IRA geteilt in ein Northern Command, das in den neun Grafschaften von Ulster sowie den fünf südirischen Grafschaften an der Grenze operierte, und ein Southern Command, das im Rest von Irland aktiv war. Die Provisional IRA wurde anfangs von einem Armeerat in Dublin kommandiert. Jedoch hat man im Jahr 1977, parallel zur Einführung der Zellenstruktur auf lokaler Ebene, das Kommando über die „War-Zone“ (Kriegszone) dem Northern Command übertragen. Diese Reorganisation war laut dem Journalisten und Autor Ed Moloney eine Idee von Ivor Bell, Gerry Adams und Brian Keenan.
Das IRA Southern Command bestand aus der Dublin Brigade und einer Anzahl kleinerer Einheiten in ländlichen Gegenden. Diese waren hauptsächlich mit der Lagerung und Einfuhr von Waffen für die nördlichen Einheiten beauftragt sowie mit dem Aufbringen von Geld durch Bankraub oder ähnlichem. Es gab auch organisierte Einheiten in Großbritannien, Westeuropa und den Vereinigten Staaten.

### Brigaden
Die IRA bezeichnet ihre gewöhnlichen Mitglieder als Volunteers oder auf Irisch als óglaigh (Freiwillige). Bis in die späten 1970er waren IRA Volunteers in Einheiten organisiert, die auf konventionellen militärischen Strukturen basierten. Volunteers, die in einer Gegend lebten, formierten eine Kompanie, die in der Regel Teil eines Bataillons war. Dieses konnte wiederum Teil einer Brigade sein, obwohl viele Bataillone keiner Brigade zugeteilt waren.
Für die meiste Zeit ihres Bestehens hatte die IRA für die von ihr so bezeichnete „Kriegszone“ fünf Gebiete, in denen es Brigaden gab. Diese Brigaden waren in Belfast, Derry, Tyrone/Monaghan und Armagh „stationiert“. Die Belfast Brigade hatte drei Bataillone, genauer im Westen, Norden und Osten der Stadt. In den frühen Jahren des Nordirlandkonfliktes entwickelte sich die IRA in Belfast rapide. Im August 1969 hatte die Belfast Brigade nur 50 aktive Mitglieder. Am Ende des Jahres 1971 hatte sie 1200 Mitglieder; diese verliehen ihr eine große, aber auch schwerer zu kontrollierende Struktur. Derry City hatte ein Bataillon und das südliche County Londonderry ein zweites. Das Derry City Bataillon wurde im Jahr 1972 zur Derry Brigade, da ein rapider Anstieg der Mitglieder nach dem Bloody Sunday zu verzeichnen war (britische Fallschirmjäger töteten 14 unbewaffnete Demonstranten während eines nicht genehmigten Bürgerrechtsmarsches). Die Grafschaft Armagh hatte drei Bataillone. Es gab zwei sehr aktive Bataillone in South Armagh, die die South Armagh Brigade bildeten, und eine eigenständige weniger wirksame Einheit in North Armagh. Die Tyrone/Monaghan Brigade, die ebenfalls beiderseits der Grenze operierte, und oft nur East Tyrone Brigade genannt wird, kontrollierte häufig auch die Einheiten aus der Grafschaft Londonderry und aus North Armagh. Fermanagh, South Down und North Antrim hatten Einheiten, die zu keiner Brigade und keinem Bataillon zugeteilt waren. Die Kommandostrukturen auf Bataillons- und Kompanieebene waren die gleichen: Beide hatten ihre eigenen Kommandanten, Quartiermeister, sowie Verantwortliche für Sprengstoff und Aufklärung. Manchmal gab es auch Verantwortliche für Ausbildung oder Finanzen.
In den 1980er Jahren stieg die Anzahl von Informanten in der IRA erheblich an. Besonders betroffen waren die Einheiten in Derry und Belfast. Während die Belfast Brigade in den 1970er Jahren die aktivste der vier Brigaden war, änderte sich dies in den 1980er und 1990er Jahren. Somit bekamen die ländlichen IRA-Einheiten aus East Tyrone und South Armagh eine immer größere Bedeutung innerhalb der Organisation.

### Active Service Units
Im Jahr 1977 schaffte die IRA das große konventionelle militärische Organisationsprinzip ab, da sie dessen Verwundbarkeit erkannte. Anstelle der Bataillonsstrukturen setzte man nun ausschließlich auf ein System mit zwei parallelen Typen von Einheiten, das in Teilen bereits seit 1974 Anwendung fand. Die alten Kompaniestrukturen wurden für Aufgaben wie den Schutz von nationalistischen Gegenden, Aufklärung und zum Verstecken von Waffen eingesetzt. Dieses waren zwar essentielle Hilfstätigkeiten, jedoch wurde der Hauptteil der eigentlichen Attacken nun von einem zweiten Typus von Einheit durchgeführt – der Active Service Unit (ASU). Um die Geheimhaltung zu gewährleisten, waren die ASUs kleine Zellen mit üblicherweise fünf bis acht Mitgliedern, die dann bewaffnete Attacken durchführten. Die Waffen der ASUs wurden von einem Quartiermeister kontrolliert, der unter direkter Kontrolle der IRA-Führung stand. In den späten 1980er und frühen 1990er Jahren schätzte man, dass die IRA ungefähr 300 Mitglieder in ASUs hatte und circa 450 weitere in Versorgungseinheiten.
Die Ausnahme von dieser Reorganisation war die South Armagh Brigade, die ihre traditionelle Hierarchie und Bataillonsstruktur beibehielt und relativ große Anzahlen von Volunteers in ihren Aktionen einsetzte.

### Provisional Fianna
Als Provisional Fianna wird die Jugendorganisation der Provisional Irish Republican Army bezeichnet. Die Fianna, deren Bezeichnung sich vom irischen Fianna für Kriegergruppe herleitet, diente in erster Linie der Nachwuchsgewinnung, hatte in den Auseinandersetzungen der 1960er und 1970er Jahre aber auch eine unterstützende Funktion für die Aktivitäten der IRA.

## Strategie von 1969 bis 1998

### „Eskalation, Eskalation, Eskalation“

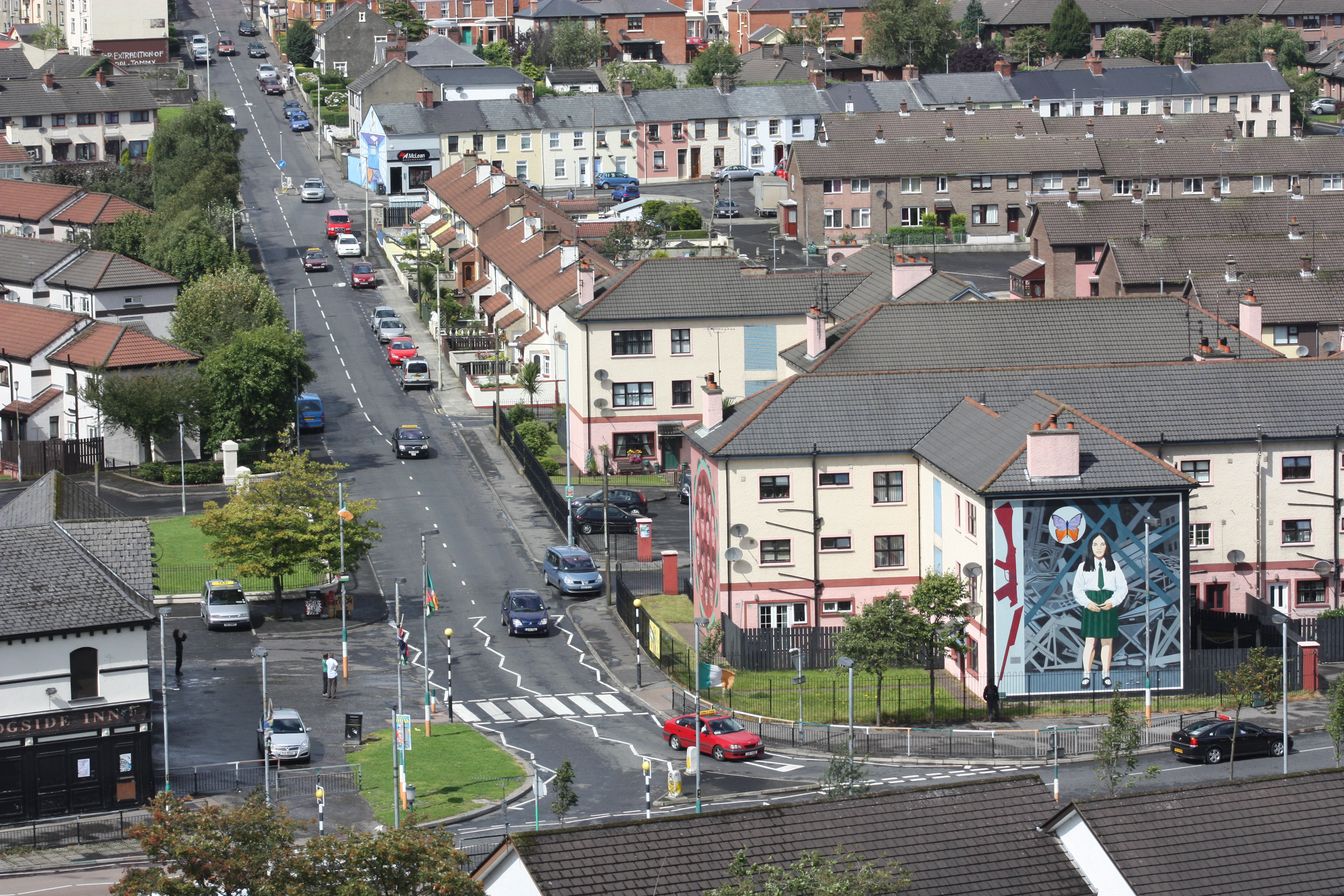
Wandgemälde zu den Unruhen im Stadtteil Bogside (Derry) 1971 (restauriert)

Die Strategie der Provisional IRA bestand am Anfang des Konflikts aus drei Phasen. In der ersten Phase (1970), während sich der militärische Arm im Aufbau befand, konzentrierten sich die Provos auf die Verteidigung der katholisch-nationalistischen Viertel in Nordirland, dann kam 1971 die Phase der „Vergeltung“, in der Polizei und britische Armee zu „legitimen Zielen“ erklärt wurden. In der dritten Phase gingen die Republikaner dann in der Hoffnung auf ein schnelles Ende auf allen Ebenen in die Offensive. Hierbei war es die Strategie der IRA, so viel Gewalt wie möglich einzusetzen, um einen Zusammenbruch der nordirischen Verwaltung herbeizuführen, und gleichzeitig den britischen Streitkräften so hohe Verluste zuzufügen, dass die Regierung in London durch die öffentliche Meinung gezwungen sein sollte, sich aus Irland zurückzuziehen. Diese Strategie wurde von Sean MacStiofain mit den Worten „Eskalation, Eskalation und Eskalation“ beschrieben. Das Vorbild war der Erfolg der Irish Republican Army im irischen Unabhängigkeitskrieg von 1919 bis 1921. „Victory 72“ hieß die Parole. Optimismus herrschte auch noch im folgenden Jahr („Victory 73“) und im nächsten („Victory 74“). Allerdings unterschätzte diese Politik den starken Willen der Unionisten, innerhalb des Vereinigten Königreichs zu verbleiben, und sie riskierte, dass der bewaffnete Kampf nicht zu einem vereinten Irland führen, sondern in einem sektiererischen Bürgerkrieg enden könnte.
Zum Zeitpunkt des irischen Unabhängigkeitskrieges in den 1920er Jahren hatten die protestantischen Loyalisten IRA-Aktionen im Norden mit Angriffen auf katholische Nationalisten vergolten. Um diese Vergeltungsmaßnahmen auf die katholisch-nationalistische Gemeinschaft in Zukunft zu vermeiden, hatte die IRA während der Border Campaign in den 1950er Jahren keine Maßnahmen in städtischen Zentren von Nordirland durchgeführt. Die Provisional IRA zeigte jedoch keine Hemmungen mehr, eine solche Kampagne durchzuführen, und nahm die Gefahr der Eskalation und der sektiererischen Gewalt billigend in Kauf. Dies war einer der wichtigsten Unterschiede zwischen den Provos und der Official IRA.
Im Jahr 1972 hielt die britische Regierung geheime Gespräche mit der IRA-Führung ab, um zu versuchen, einen Waffenstillstand auf der Grundlage eines Kompromisses in Nordirland durchzusetzen, da nach den Ereignissen des Bloody Sunday die Unterstützung für die IRA und die daraus folgenden Rekrutierungen stark zunahmen. Die IRA vereinbarte eine vorübergehende Waffenruhe vom 26. Juni bis 9. Juli. Im Juli 1972 trafen sich die IRA-Führer Seán Mac Stíofáin, Dáithí Ó Conaill, Ivor Bell, Seamus Twomey, Gerry Adams und Martin McGuinness mit einer britischen Delegation unter der Leitung von William Whitelaw. Die Führer der IRA weigerten sich jedoch, einer Lösung zuzustimmen, die keine Verpflichtung zum sofortigen Rückzug der britischen Armee (erst in die Kasernen, dann aus Irland) und eine Freilassung von republikanischen Gefangenen beinhaltete. Zudem sollte die irische Unabhängigkeit garantiert werden. Die Briten lehnten diese Forderungen ab und brachen die Gespräche ab.

### Éire Nuaund die Waffenruhe von 1975
Das oberste Ziel der Provisionals in dieser Zeit war die Abschaffung von Nordirland und der Republik Irland sowie deren Ersetzung durch eine neue föderale gesamtirische Republik mit dezentralen Regierungen und Parlamenten für jede der vier historischen Provinzen Irlands. Dieses Programm wurde bekannt als Éire Nua – „Neues Irland“.
Mitte der 1970er Jahre war den meisten Beteiligten klar geworden, dass die Hoffnungen der IRA-Führung auf einen schnellen militärischen Sieg immer unbegründeter wurden. Immer mehr Kämpfer und Sympathisanten wurden in Long Kesh und anderen Gefängnissen und Lagern inhaftiert. Zugleich war das britische Militär ebenso unsicher, wann es endlich einen durchschlagenden Erfolg gegen die IRA verzeichnen konnte. Bei geheimen Treffen zwischen den IRA-Führern Ruairí Ó Brádaigh und Billy McKee mit dem britischen Staatssekretär für Nordirland, Merlyn Rees, garantierte die IRA einen Waffenstillstand von Februar 1975 bis Januar des nächsten Jahres. Die IRA glaubte zunächst, dies sei der Beginn eines langfristigen Prozesses, der am Ende zum britischen Rückzug führen würde. Doch kam sie schnell zu dem Schluss, dass Rees versuchte, die Uneinigkeit innerhalb der Bewegung auszunutzen und die Provisionals zu friedlichen Mitteln zu drängen, ohne ihnen irgendwelche Garantien zu geben. Kritiker der IRA-Führung, insbesondere die Gruppe um Gerry Adams, waren der Auffassung, dass die Folgen der Waffenruhe für die IRA katastrophal waren. Sie beklagten vor allem die Infiltration durch britische Informanten, die Festnahmen von vielen Aktivisten und der Zusammenbruch der Disziplin – letzteres führte zu sektiererischen Morden und einer Fehde mit anderen Republikanern der Official IRA. Die Waffenruhe brach im Januar 1976.

### Der „Lange Krieg“
Danach entwarf die IRA, unter der Führung von Adams und seinen Anhängern, die neue Strategie des so genannten „Langen Krieges“, die sie für den Rest des Nordirlandkonfliktes verfolgte. Es handelte sich dabei um eine Reorganisation der IRA in kleinen Zellen, die die bisherige paramilitärische Struktur ersetzten. Dies war ein Eingeständnis, dass die Kampagne noch viele Jahre andauern müsse und dass die direkte militärische Konfrontation nun zunehmend durch Terrorismus abgelöst werden würde. Zudem entschied man sich für eine verstärkte Betonung der politischen Tätigkeit durch die Partei Sinn Féin. Ein republikanisches Dokument der frühen 1980er bemerkte dazu, „beide, Sinn Féin und die IRA, spielen unterschiedliche, aber konvergierende Rollen in diesem Krieg der nationalen Befreiung. Die Irish Republican Army führt eine bewaffnete Kampagne… Sinn Féin unterhält die Kriegspropaganda und ist die öffentliche und politische Stimme der Bewegung.“ Die 1977er Ausgabe des Greenbooks, eines Handbuchs, das zur Einführung und Ausbildung neuer Rekruten diente, nennt die wichtigsten Punkte des „Langen Krieges“:
1. Einen Zermürbungskrieg gegen die feindlichen Truppen der British Army, basierend darauf, so viele Todesfälle wie möglich zu verursachen, um dadurch öffentlichen Druck bei der [britischen] Bevölkerung in der Heimat zu erzeugen, so dass die Regierung einen Rückzug in Erwägung zieht.
2. Eine Bombenkampagne, die darauf abzielt, dem Feind sein finanzielles Interesse an unserem Land unrentabel zu gestalten.
3. Die sechs Grafschaften… unregierbar zu machen, so dass der Feind nur durch eine repressive kolonial-militärische Herrschaft regieren kann.
4. Den Krieg aufrechtzuerhalten und Unterstützung für seine Ziele durch nationale und internationale Propaganda sowie Öffentlichkeitsarbeit zu erreichen.
5. Die Verteidigung des Befreiungskrieges durch die Bestrafung von Straftätern, Kollaborateuren und Informanten.[23]

### Hungerstreik und Wahlen

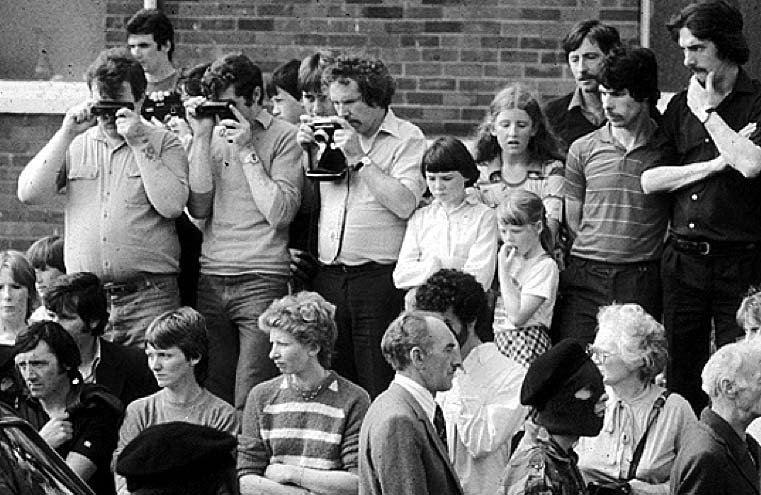
Beerdigungsfeier der IRA in Belfast (1981)

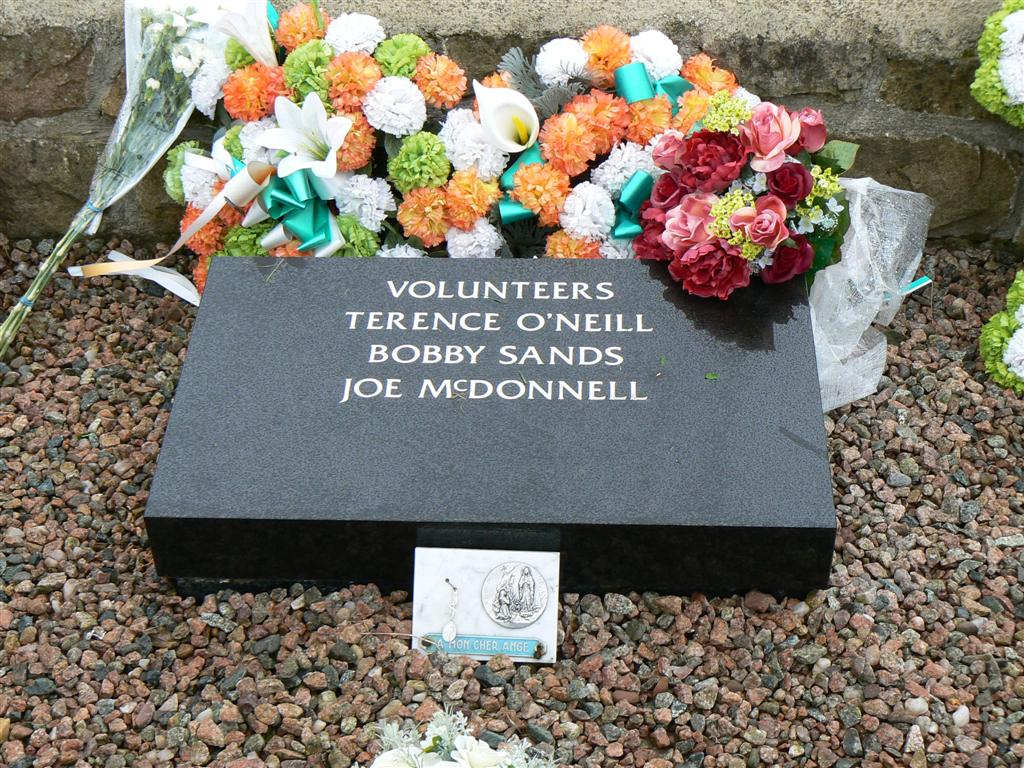
Grabmal von Bobby Sands auf dem Milltown-Friedhof

Die IRA-Gefangenen, die nach März 1976 verurteilt wurden, genossen keinen Sonderstatus mehr und wurden im Gefängnis wie „normale“ Kriminelle behandelt. Als Reaktion weigerten sich über 500 Häftlinge, sich zu waschen oder Gefängniskleidung zu tragen (schmutziger Protest und Decken-Protest). Diese Proteste gipfelten 1981 in den zweiten Hungerstreik. Dabei hungerten sich sieben IRA- und drei INLA-Mitglieder für die Anerkennung des politischen Status zu Tode. Ein Hungerstreikender (Bobby Sands) und der Anti H-Block Aktivist Owen Carron wurden ins britische Parlament gewählt und zwei andere Gefangene im Hungerstreik in den irischen Dáil. Darüber hinaus gab es in ganz Irland Arbeitsniederlegungen und große Demonstrationen, um Mitgefühl mit den Hungerstreikenden zu bekunden. Mehr als 100.000 Menschen nahmen in Belfast an der Beerdigung von Sands, dem ersten Hungerstreikenden, der starb, teil.
Nach dem Erfolg des IRA-Hungerstreiks bei der Mobilisierung von Unterstützung und den gewonnenen Parlamentssitzen investierten die Republikaner nach 1981 zunehmend mehr Zeit und Ressourcen für die Wahlen. Dadurch gewann die Partei Sinn Féin immer mehr an Bedeutung innerhalb der republikanischen Bewegung. Danny Morrison fasste diese Politik auf einem Sinn Féin Ard Fheis (jährliches Treffen) im gleichen Jahr so zusammen: „mit dem Stimmzettel in der einen und der Armalite in der anderen Hand“. In den frühen 1980er Jahren wurde zudem das Éire Nua-Programm durch die Provisionals unter der Führung von Gerry Adams für das Ziel einer zentralistischen gesamtirischen Republik wieder verworfen.

### „TUAS“ – Friedensstrategie

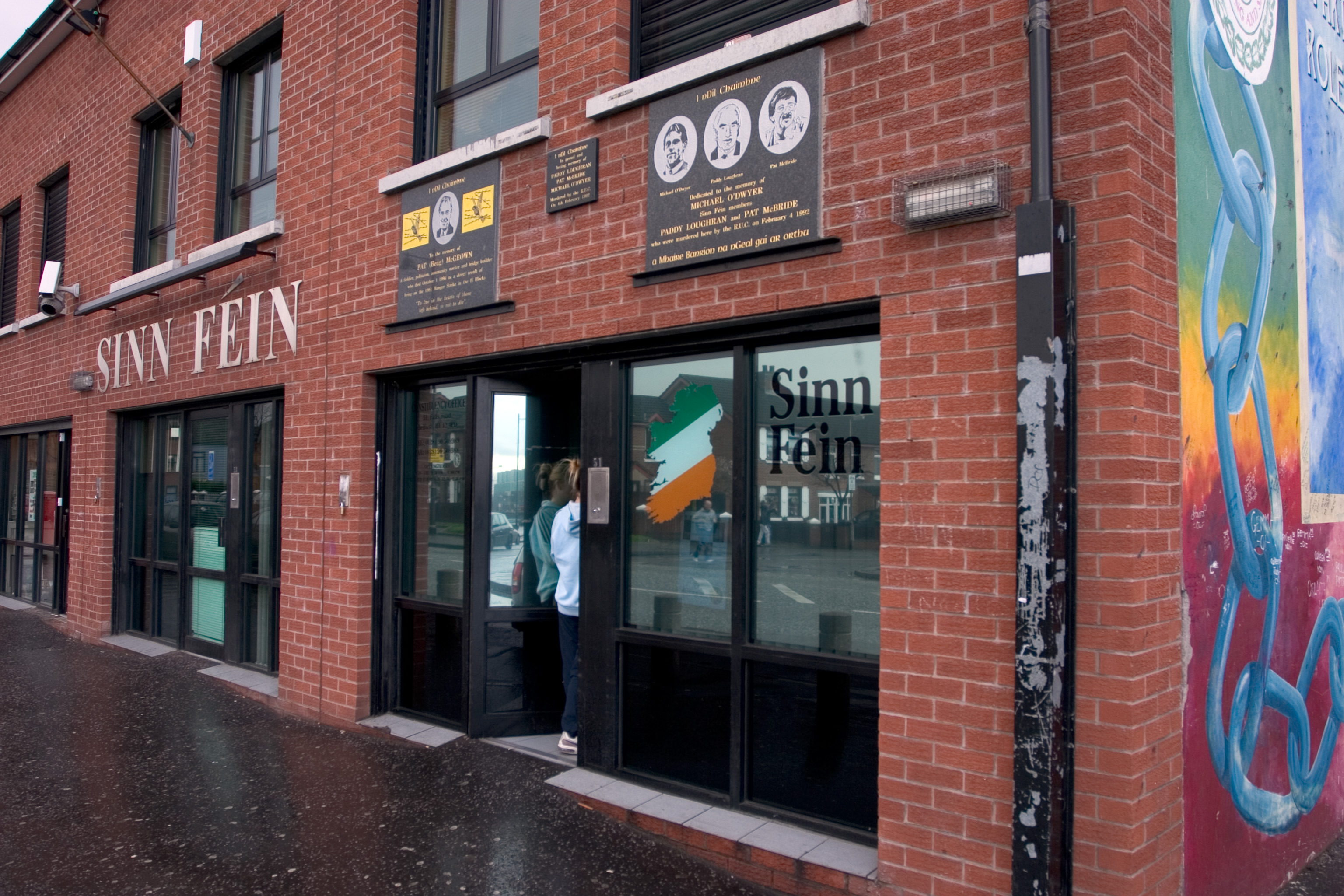
Büro von Sinn Féin in Belfast (2005)

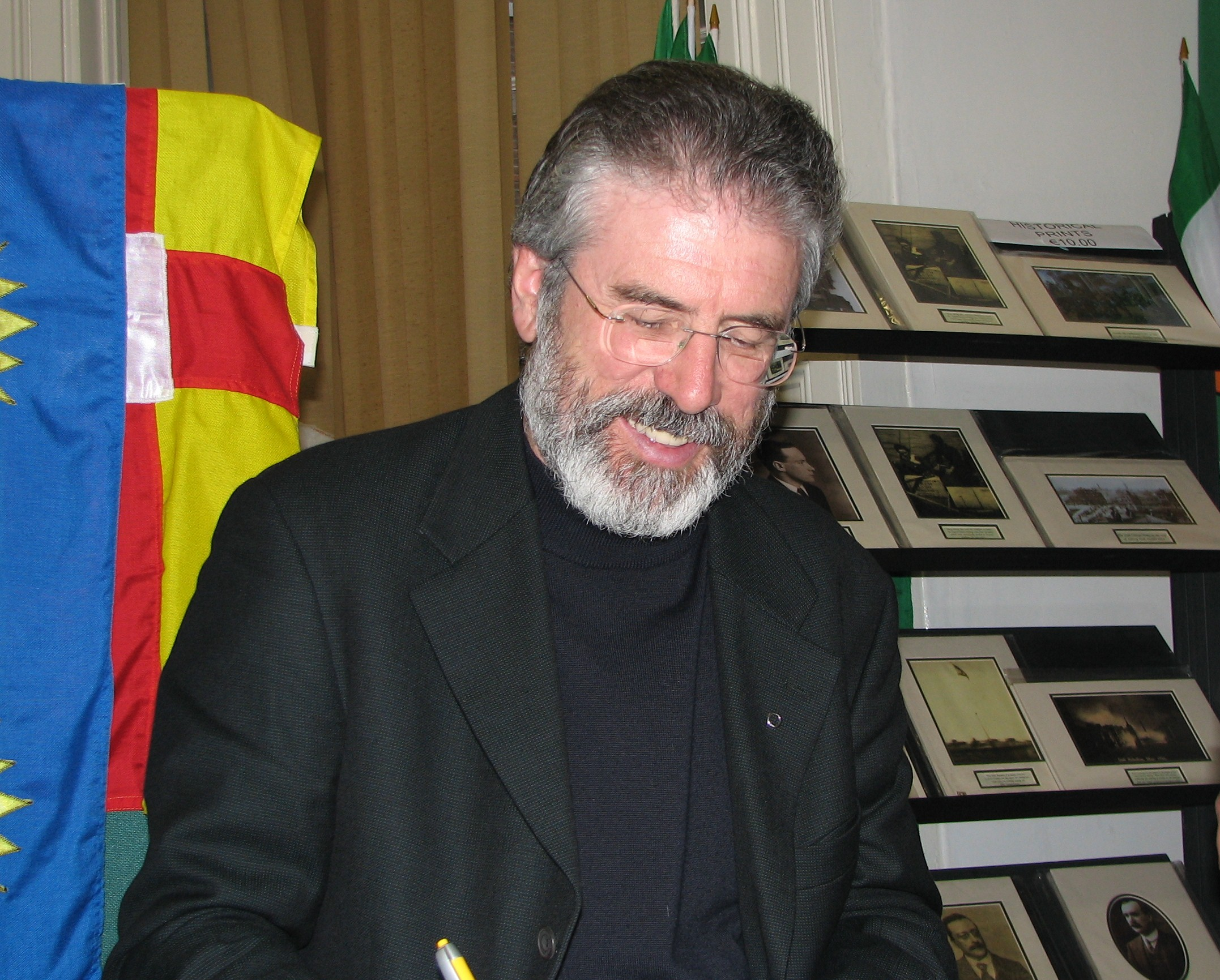
Gerry Adams (2007)

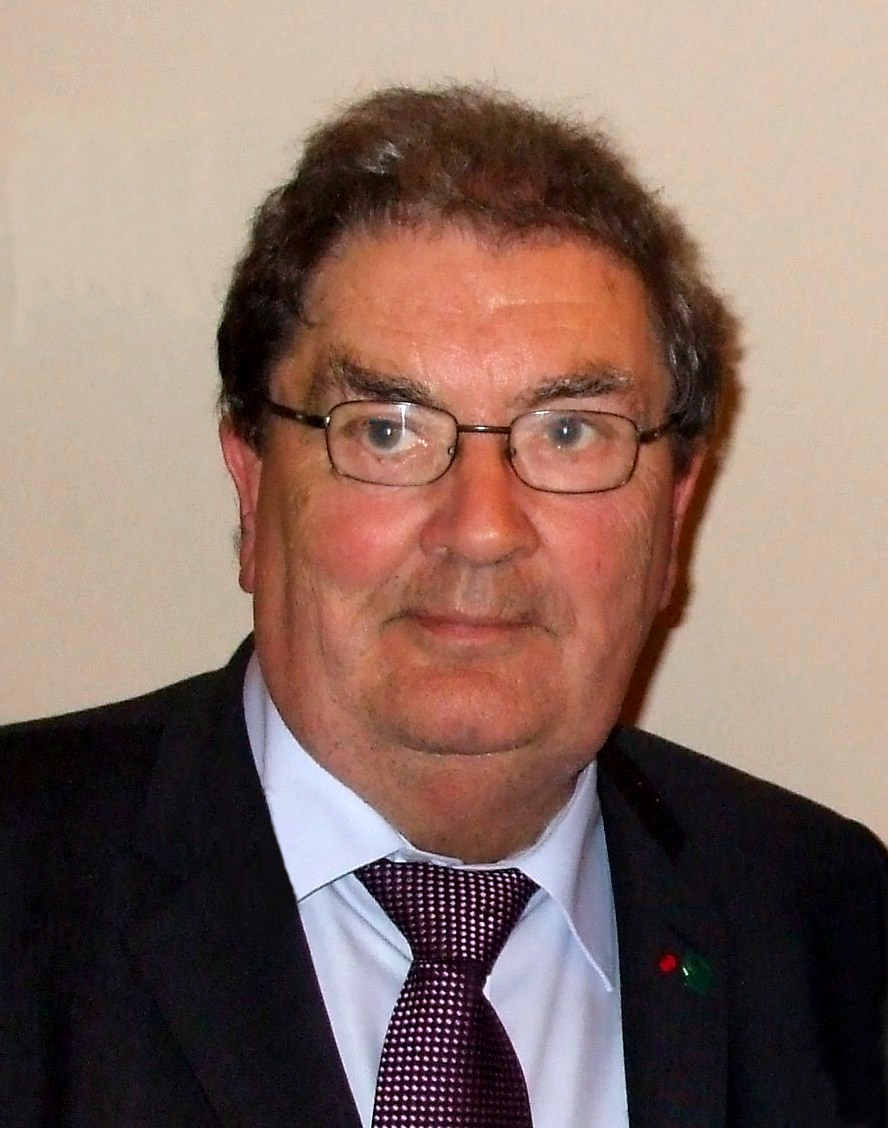
John Hume (2008)

In den 1980er Jahren unternahm die IRA einen Versuch, den Konflikt mit der so genannten „Tet Offensive“ eskalieren zu lassen. Als dies nicht gelang, suchten die republikanischen Führer zunehmend nach einem politischen Kompromiss zur Beendigung des Konflikts. Ab 1988 traf sich Gerry Adams regelmäßig zu Geheimgesprächen mit John Hume, dem Parteichef der gemäßigten Social Democratic and Labour Party (SDLP). Darüber hinaus wurden auch geheime Gespräche mit britischen Beamten geführt. Danach versuchte Adams immer stärker Sinn Féin von der IRA zu distanzieren, indem er behauptete, sie seien eigenständige Organisationen, und weigerte sich IRA-Aktionen zu kommentieren. Innerhalb der republikanischen Bewegung (IRA und Sinn Féin) wurde die neue Strategie mit dem Abkürzung TUAS beschrieben (d. h. entweder „Tactical Use of Armed Struggle“ (offiziell) oder „Totally Unarmed Strategy“).
Die IRA verkündete letztlich 1994 eine unbefristete Waffenruhe unter der Bedingung, dass Sinn Féin in die politischen Gespräche für eine Lösung mit einbezogen wird. Als dies nicht geschah, kündigte die IRA ihre Waffenruhe vom Februar 1996 bis Juli 1997 auf. In dieser Zeit unternahm sie mehrere Bombenattentate und Schießereien. Nach einer erneuten Waffenruhe wurde Sinn Féin wieder in den „Friedensprozess“ mit einbezogen, der schließlich in das Karfreitagsabkommen von 1998 mündete.
Der wegen Mordes verurteilte, später aber aus der Haft entlassene IRA-Angehörige Seana Walsh veröffentlichte am 28. Juli 2005 ein Video mit einer Erklärung der IRA, in der diese das Ende des bewaffneten Kampfes erklärte.
„The leadership of [the IRA] has formally ordered an end to the armed campaign. This will take effect from 4pm this afternoon.

All IRA units have been ordered to dump arms. All volunteers have been instructed to assist the development of purely political and democratic programmes through exclusively peaceful means.

Volunteers must not engage in any other activities whatsoever.“
Die IRA rechtfertigte in der Erklärung ihren Kampf als notwendig, da es in den 1960er und 1970er Jahren Pogrome gegen Katholiken gegeben habe. Gleichzeitig wurden aber auch die Leiden auf beiden Seiten des Konflikts anerkannt.
Der britische Premierminister Tony Blair bezeichnete die Erklärung als von „bisher unbekannter Größe“ und der irische Ministerpräsident Bertie Ahern nannte es eine „riesige und historische Entscheidung“.
Von Seiten der DUP wurde die Erklärung nicht weiter bewertet, außer mit der Feststellung, dass man eine Einstellung aller „kriminellen Aktivitäten“ vermisse.
Am 22. August 2015 stellte George Hamilton, der Leiter des Police Service of Northern Ireland fest, dass es noch immer eine organisatorische Infrastruktur der IRA gebe. Die Annahme, dass diese sich mit der Erklärung von 2005 aufgelöst habe, sei falsch. Er erkannte allerdings an, dass sich die Ausrichtung der Gruppe entscheidend geändert habe und man allein eine friedliche Politik verfolge. Einzelne Mitglieder der IRA seien aber dennoch in kriminelle Aktivitäten oder Gewaltakte verstrickt, die jedoch aus rein persönlichen Motiven heraus geschehen. Die britische Nordirland-Ministerin Theresa Villiers rief auf diesem Hintergrund im September 2015 eine neue Überwachungsinstanz für die Einhaltung des Waffenstillstands der PIRA ins Leben.

## Beispiele von Anschlägen

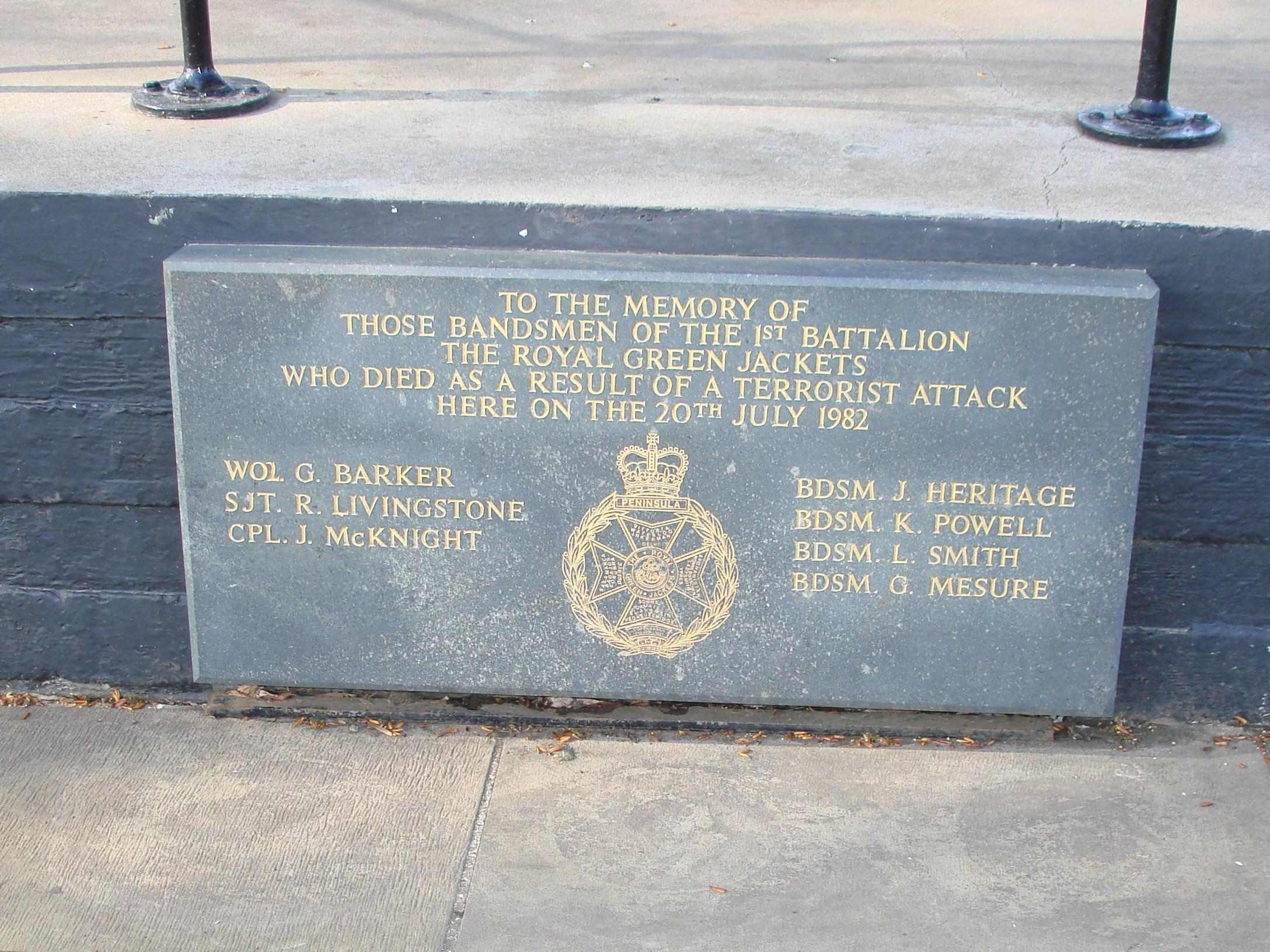
Erinnerungsstein an den Anschlag im Regent’s Park

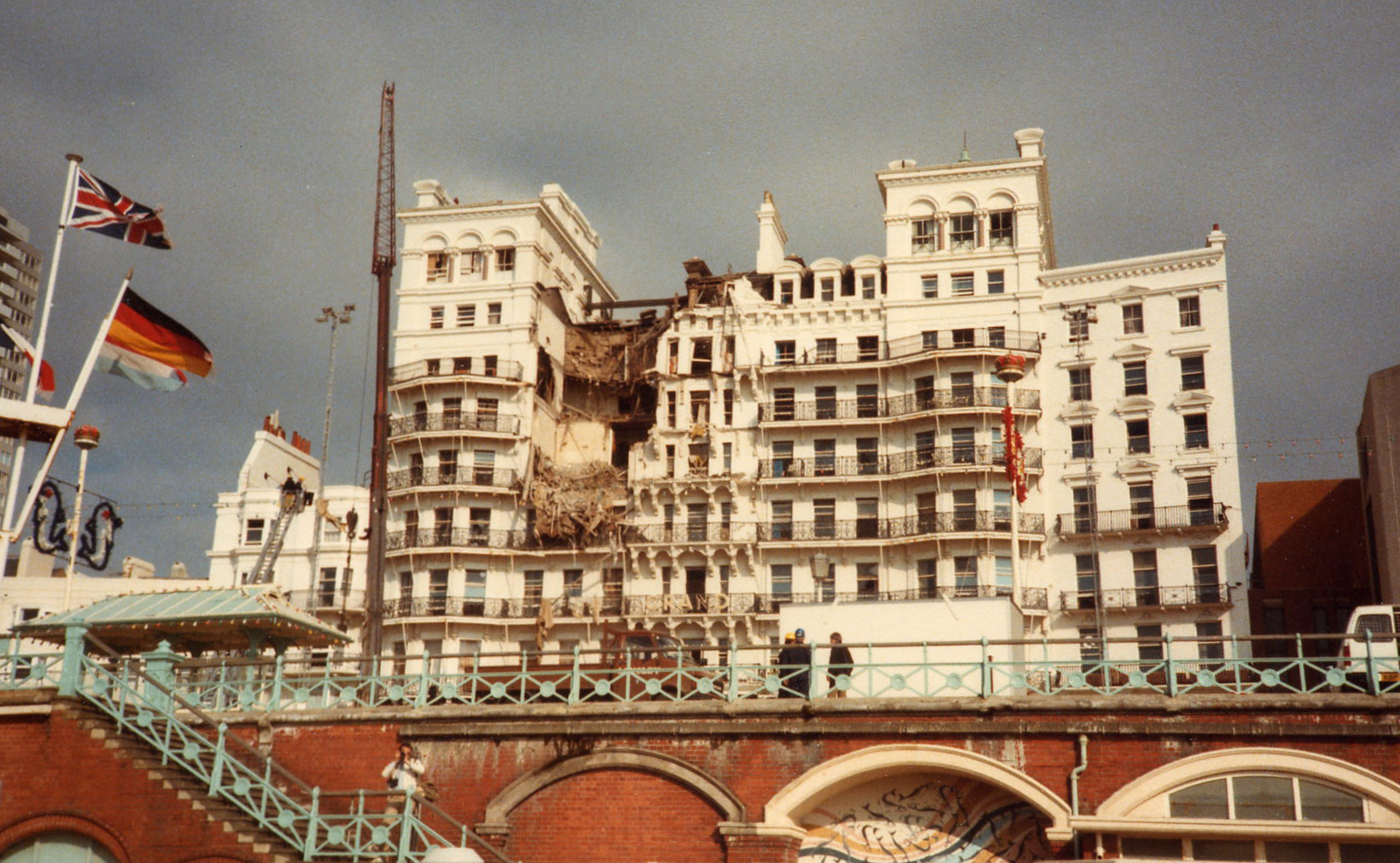
Grand Hotel in Brighton nach dem Anschlag von 1984

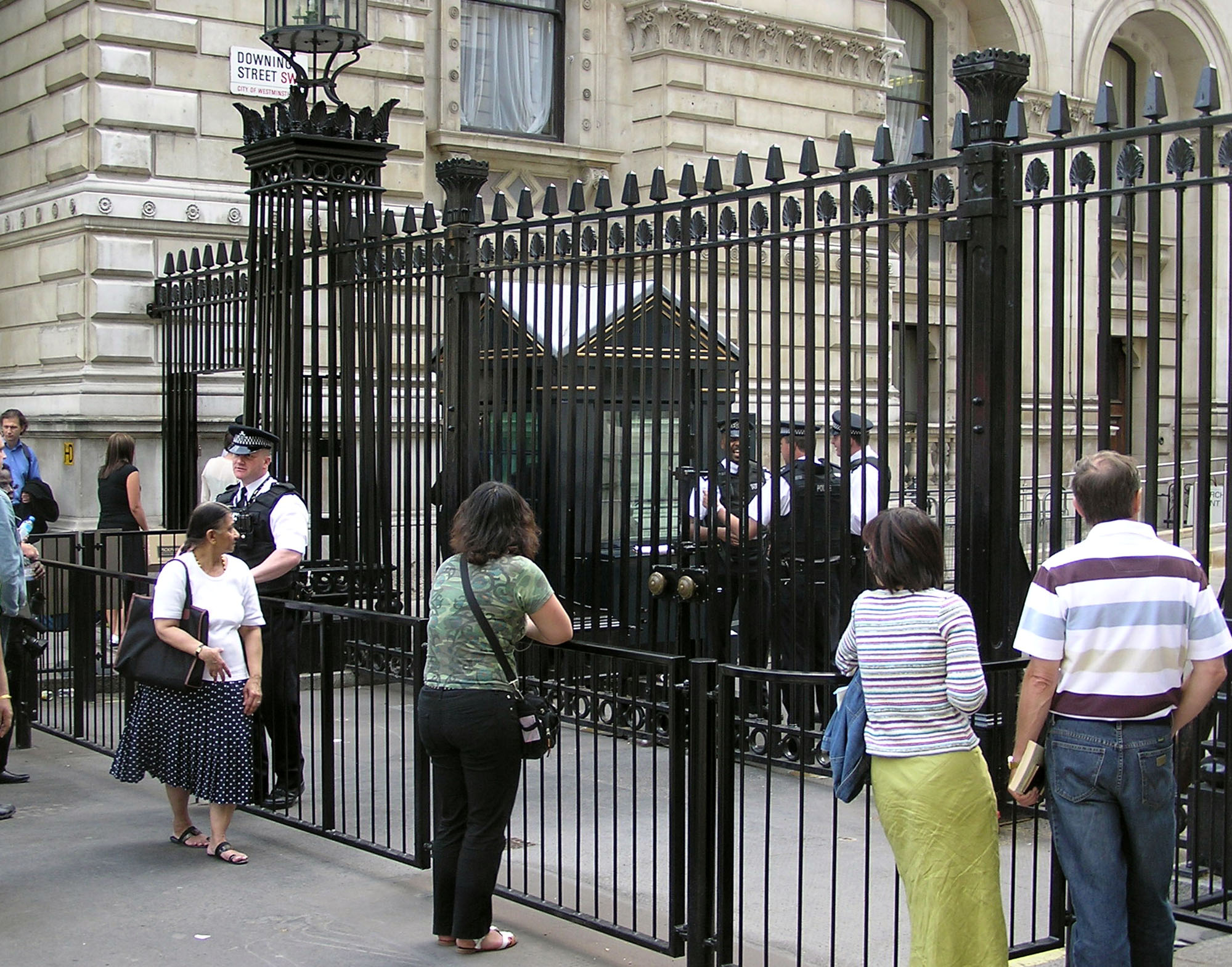
Sicherheitsgitter, die 1989 wegen der Bombenkampagne der IRA in der Downing Street aufgestellt wurden

Im Zeitraum von 1970 bis 1997 ereigneten sich folgende Anschläge (unvollständige Auswahl):
- Liste von Anschlägen der Provisional Irish Republican Army.

## Weitere Aktivitäten
Mit Geldmitteln wurde die IRA hauptsächlich von einer Organisation aus den USA namens Irish Northern Aid Committee (NORAID) unterstützt. Außerdem erhielt sie Hilfe von der PLO in Form von Waffen und Training aus Libyen.
Getrennt von ihrer bewaffneten Kampagne war die Provisional IRA auch anderweitig aktiv, wie zum Beispiel im Kampf gegen Drogenkriminalität mit der Direct Action Against Drugs Gruppierung, beim „Schutz“ der nationalistischen Gebiete, in denen sie (insbesondere in Teilen von Belfast, Derry und dem ländlichen South Armagh) „Steuern“ erhob. Von ihren Gegnern wird diese Praxis als Schutzgelderpressung bezeichnet. Sie ist aber auch legal im Baugewerbe und der Gastronomie tätig.

### Angriffe gegen andere republikanische Paramilitärs
Die IRA hatte auch diverse Fehden mit anderen republikanischen paramilitärischen Gruppen wie der Official IRA in den 1970ern und der Irish People’s Liberation Organisation (IPLO) in den 1990ern.
Joseph O’Connor (26) wurde am 11. Oktober 2000 in Ballymurphy, Westbelfast erschossen. Er war ein führendes Mitglied der Real Irish Republican Army (RIRA). O’Connors Familie und Leute, die mit der RIRA in Verbindung gebracht werden behaupten, dass er von den Provisionals aufgrund einer Fehde der beiden Organisationen ermordet wurde, doch Sinn Féin dementierte die Anschuldigungen. Bis heute wurde niemand für diesen Mord verurteilt oder auch nur angeklagt.

### Geldbeschaffung durch organisierte Kriminalität
Die IRA führte während ihrer über 30-jährigen Geschichte viele Entführungen sowie Überfälle auf Bank- und Postfilialen nördlich und südlich der irischen Grenze durch. Während dieser Aktionen tötete die IRA sechs Gardaí und einen irischen Soldaten.
Laut dem irischen Verteidigungsminister von 2002 bis 2007, Michael McDowell, war die IRA am organisierten Verbrechen auf beiden Seiten der irischen Grenze beteiligt. Dies beinhaltet das Schmuggeln von gefälschter Ware, Zigaretten und Dieselkraftstoff.

## Numerische Stärke
In den frühen bis mittleren 1970er Jahren könnte die Anzahl der Rekrutierungen der Provisional IRA bei mehreren tausend gelegen haben, doch sie reduzierte sich stark, als die IRA sich 1977 reorganisierte. Ein RUC-Report von 1986 schätzte, dass die IRA ca. 300 Volunteers in Active Service Units hatte und bis zu 750 aktive Mitglieder in ganz Nordirland. Diese Schätzung beinhaltete jedoch nicht die IRA-Einheiten in der Republik Irland oder die in Britannien, Kontinentaleuropa und der ganzen Welt. Im Jahr 2005 sagte der damalige irische Justizminister Michael McDowell dem Dáil, dass die Organisation „zwischen 1000 und 1500“ aktive Mitglieder hatte. Laut dem Buch The Provisional IRA (Eamon Mallie und Patrick Bishop), sind in den ersten 20 Jahren ihres Bestehens ungefähr 8000 Leute der IRA beigetreten, viele von ihnen verließen sie nach einer Haftstrafe, gingen in den „Ruhestand“ oder waren desillusioniert. Die genaue Zahl derer, die der Organisation beigetreten sind, muss demnach noch höher sein, wenn man diejenigen mitzählt, die seit 1988 rekrutiert wurden. In neuerer Zeit wurde die Stärke der IRA etwas geschwächt, da immer wieder Mitglieder die Organisation verließen, um bei radikalen Splittergruppen wie der Continuity IRA und der Real IRA einzutreten. Laut dem ehemaligen irischen Justizminister Michael McDowell hat jede dieser beiden Organisationen wenig mehr als 150 Mitglieder. Ungeachtet vieler Erfolge der britischen und irischen Sicherheitsdienste der Armee und Polizei bei der Infiltration der IRA, insbesondere ab dem Jahr 2001, glauben die britischen, irischen und amerikanischen Regierungen, dass die IRA eine extrem starke und fähige terroristische Organisation bleibt.

## P. O’Neill
Die IRA benutzt traditionell eine mysteriöse Unterschrift in ihren öffentlichen Bekanntmachungen, die alle unter dem Pseudonym „P. O’Neill“ vom „Irish Republican Publicity Bureau, Dublin“, herausgegeben werden.
Laut Ruairí Ó Brádaigh war es Seán Mac Stiofáin als Stabschef der IRA, der den Namen ersann. Der Name wurde so geschrieben bzw. gesprochen, wie es die irische Orthographie und Aussprache vorsieht, also „P. Ó Néill“. Ó Brádaigh behauptet auch, dass der Name keine besondere Bedeutung habe. Damit widerspricht er Behauptungen, die den Namen als Referenz an Sir Phelim O’Neill, den exekutierten Anführer der Irischen Rebellion von 1641, ansehen. Nach Danny Morrison wurde das Pseudonym „S. O’Neill“ während der IRA-Kampagne der 1940er benutzt.

## Opferzahlen
Die IRA hat seit Beginn des Nordirlandkonfliktes mehr Menschen getötet als jede andere Organisation, die an ihm beteiligt war. Jedoch haben Mitglieder der IRA häufig bestritten, dass die Organisationen, die während der „Troubles“ (Unruhen) in Opposition zur IRA standen, separat und unterschiedlich waren. In den republikanischen Analysen des Konfliktes repräsentierten Organisationen wie das Ulster Defence Regiment (UDR), die British Army und RUC zusammen mit der UVF und UDA eine Allianz aus Staat und Paramilitärs. Somit müsse man deren Anzahl von „Morden“ zusammenrechnen.
Zwei sehr detaillierte Studien über die gewaltsamen Todesfälle während des Nordirlandkonflikts, das CAIN Projekt von der University of Ulster und Lost Lives, weichen bei der Anzahl der Getöteten durch die Provisional IRA leicht voneinander ab, doch ergeben sie beide ca. 1.800 Todesopfer. Von diesen waren etwa 1.100 Mitglieder der Sicherheitskräfte – British Army, Royal Ulster Constabulary und Ulster Defence Regiment. Zwischen 600 und 650 waren Zivilisten. Der Rest sind entweder loyalistische oder republikanische Paramilitärs (einschließlich über 100 IRA-Mitglieder, die sich aus Versehen mit ihren eigenen Bomben in die Luft sprengten).
Bis heute noch nicht vollständig aufgeklärt ist das Schicksal der sogenannten „Verschwundenen“ („The Disappeared“, nahezu ausnahmslos Katholiken), die von der IRA entführt, ermordet und zunächst an unbekanntem Ort begraben wurden.
Es wird außerdem geschätzt, dass die IRA während des Konfliktes 6.000 Mann der British Army, UDR und RUC sowie bis zu 14.000 Zivilisten verletzte.
Die IRA verlor etwas weniger als 300 Volunteers in den Troubles. Dazu kommen noch ungefähr 50 bis 60 getötete Mitglieder von Sinn Féin.
Weit üblicher als die Tötung von IRA-Volunteers war ihre Festnahme. Die Journalisten Eamonn Mallie und Patrick Bishop schätzen in ihrem Buch The Provisional IRA, dass sich Mitte der 1980er zwischen acht- und zehntausend Mitglieder der Organisation im Gefängnis befanden. Das ist eine Zahl, die sie auch für alle ehemaligen und damaligen IRA-Mitglieder angeben, die bis dahin jemals in der IRA waren.

## Verweise